# Patrick Modiano
Patrick Modiano (sinh ngày 30 tháng 7 năm 1945) là một nhà văn Pháp. Ông có gần 30 tác phẩm. Năm 2014, ông được trao Giải Nobel Văn chương. Trước đó ông từng đoạt giải Nhà nước Áo về Văn học châu Âu vào năm 2012 và Prix Mondial Cino Del Duca từ Institut de France cho thành tựu trọn đời của ông trong năm 2010.

## Tiểu sử
Modiano sinh ra tại Boulogne-Billancourt. Cha của ông, Alberto Modiano, người Ý gốc Do Thái, hậu duệ của một gia đình Do Thái Salonica nổi tiếng. Mẹ của ông, Louisa Colpijn, là nghệ sĩ người Bỉ (Flemish). Hai người quen nhau tại Paris khi Đức chiếm đóng nước Pháp. Modiano có một tuổi thơ bất hạnh, không biết đến tình cảm gia đình: cha suốt đời phiêu bạt, mẹ quanh năm lưu diễn khắp nơi. Modiano và em trai được giao cho ông bà ngoại nuôi. Khi còn là học trò ông ở trong trường nội trú cho đến tuổi thành niên. Người em trai duy nhất của ông, Rudy, chết năm 1957 lúc 10 tuổi vì bệnh Ung thư bạch cầu. Những sáng tác của Modiano từ 1967 cho tới 1982 là để tưởng nhớ em ông.
Modiano lấy bằng tú tài 1962 tại Annecy một năm sớm hơn thường lệ. Từ 1960 ông học môn hình học với nhà văn Raymond Queneau, một người bạn của mẹ ông. Quan hệ này đã làm cho ông bỏ khóa học tại đại học Lycée Henri IV ở Paris, để chuẩn bị cho cuộc tuyển chọn vào Grande école, chỉ sau vài tuần. Thay vào đó Modiano đã được Queneau hướng dẫn vào thế giới văn chương.
Patrick Modiano sống ở quận 5, Paris. Từ ngày 12 tháng 9 năm 1970, ông đã kết hôn với Dominique Zehrfuss (1951), con gái của kiến trúc sư Bernard Zehrfuss. Cả hai có hai người con gái: Zina (1974) và Marie (1978).

## Sự nghiệp văn học
Sự xuất hiện của Patrick Modiano vào năm 1968 với cuốn tiểu thuyết "trình làng" Quảng trường Ngôi sao (La Place De I’Etoile), cùng lúc đoạt hai giải thưởng văn học Roger Nimier và Feneon, được coi như một hiện tượng của văn học Pháp đương đại.
Sau cuốn thứ hai, Tuần tra đêm (La Ronde De Nuit - 1969) và một quãng lặng sáu năm, tác phẩm thứ ba của ông, Những đại lộ ngoại vi (Les Boulevards De Ceinture - 1975) được Viện Hàn lâm Pháp tặng giải thưởng lớn về tiểu thuyết. Và ba năm sau, giải Goncourt, giải văn học quan trọng nhất của Pháp, được trao cho ông về cuốn Phố những cửa hiệu u tối (Rue Des Boutiques Obscures).
Đều đặn, mỗi năm ông cho ra một tác phẩm... Cuốn tiểu thuyết mới nhất của ông, Để em khỏi bị lạc trong khu phố (Pour Que Tu Ne Te Perdes Pas Dans Le Quatier), được xuất bản vào đầu mùa sách năm 2014. Những sách của ông lập đi lập lại tập trung vào những đề tài như: hoài niệm về Paris những năm tháng sau chiến tranh, sự quên lãng, sự nhận dạng và tội lỗi, liên hệ tới thời kỳ Nazi chiếm đóng Pháp trong chiến tranh thế giới thứ II.
Peter Englund, bí thư thường trực của học viện Nobel, nói: "Lối viết văn của Modiano rất dễ đọc. Các tác phẩm của ông trông có vẻ đơn giản bởi vì nó tinh tế, thẳng thắn, đơn giản và rõ ràng. Bạn mở sách đọc một trang, và sẽ nhận ra ngay là sách của ông ta, rất thẳng thắn, câu văn ngắn gọn, không cầu kỳ - nhưng nó rất là tinh vi trong cách đơn giản của nó."

## Các tác phẩm

### Tiểu thuyết, truyện
| - La Place de l'Étoile (1968) (Bản dịch tiếng Việt của dịch giả Vũ Đình Phòng: Quảng trường ngôi sao, NXB Văn học & Nhã Nam, 2017) - La Ronde de nuit (Tuần tra đêm, 1969) - Les Boulevards de ceinture (1972) (Bản dịch tiếng Việt của dịch giả Trương Xuân Huy: Những đại lộ vành đai, NXB Hà Nội & Nhã Nam, 2021) - Villa Triste (Biệt thự buồn, 1975) - Livret de famille (Sổ gia đình, 1977) - Rue des Boutiques obscures (1978) (Bản dịch tiếng Việt của dịch giả Dương Tường: Phố những cửa hiệu u tối, NXB Văn học & Nhã Nam, 2019) - Une jeunesse (Một thời thanh xuân, 1981) - Memory Lane (1981) - De si braves garçons (Những chàng trai tốt biết mấy, 1982) - Quartier perdu (Khu phố hẻo lánh, 1985) - Dimanches d'août (1986) - Remise de peine (Kho đựng nỗi đau, 1988) - Vestiaire de l'enfance (Phòng để quần áo thời thơ ấu, 1989) - Voyage de noces (Chuyến du hành tân hôn, 1990) - Fleurs de ruine (Hoa của phế tích, 1991) | - Un cirque passe (1992) (Bản dịch tiếng Việt của dịch giả Cao Việt Dũng: Một gánh xiếc qua, NXB Văn học & Nhã Nam, 2018) - Chien de printemps (Con chó mùa xuân, 1993) - Du plus loin de l'oubli (1996) (Bản dịch tiếng Việt của dịch giả Cao Việt Dũng: Từ thăm thẳm lãng quên, NXB Hà Nội & Nhã Nam, 2018) - Dora Bruder (1997) - Des inconnues (1999) - La Petite Bijou (Bé Ngọc, 2001) - Accident nocturne (2003) - Un pedigree (2005) (Bản dịch tiếng Việt của dịch giả Thiệu-Nam: Lai lịch, NXB Hà Nội & Nhã Nam, 2021) - Dans le café de la jeunesse perdue (2007) (Bản dịch tiếng Việt của dịch giả Cao Việt Dũng: Ở quán cà phê của tuổi trẻ lạc lối, NXB Văn học & Nhã Nam, 2016) - L'Horizon (Chân trời, 2010) - L'Herbe des nuits (Cỏ đêm, 2012) - Pour que tu ne te perdes pas dans le quartier (2014) (Bản dịch tiếng Việt của dịch giả Phùng Hồng Minh: Để em khỏi lạc trong khu phố, NXB Văn học & Nhã Nam, 2016) - Souvenirs dormants (2017) - Encre sympathique (2019) |

### Kịch
- La Polka (1974)
- Poupée blonde (1983)
- Nos débuts dans la vie (2017)

### Tác phẩm thiếu nhi
- Une aventure de Choura (1986)
- Une fiancée pour Choura (1987)
- Catherine Certitude (Catherine cô bé đeo mắt kính, 1992)

### Tiểu luận, phê bình
- Paris Tendresse (1990)
- Elle s'appelait Françoise (1996)
- Éphéméride (2002)
- Discours à l’Académie suédoise (2015)